# 徳島県道165号板野停車場線
徳島県道165号板野停車場線（とくしまけんどう165ごう いたのていしゃじょうせん）は、徳島県板野郡板野町を通る一般県道である。

## 路線データ
- 起点：徳島県板野郡板野町大寺平田（JR四国高徳線 板野駅）
- 終点：徳島県板野郡板野町大寺泉口（徳島県道12号鳴門池田線交点）
- 陸上距離：0.118 km[1]

## 歴史
- 1959年（昭和34年）1月31日 - それまでの徳島県道板西停車場大寺線を変更、徳島県道47号板野停車場線として認定。
- 1972年（昭和47年）3月10日 - 徳島県道165号板野停車場線として認定。

## 地理

### 通過する自治体
- 徳島県
  - 板野郡板野町

### 交差する道路
| 交差する道路           | 交差する場所 | 交差する場所 |
| ---------------------- | ------------ | ------------ |
| 徳島県道12号鳴門池田線 | 大寺泉口     | 終点         |

### 交差する鉄道
- 高徳線

### 沿線
- JR四国高徳線 板野駅